# Gerry Boulet
Joseph Gaétan Robert Gérald Boulet llamado Gerry Boulet (Saint-Jean-sur-Richelieu, 1 de marzo de 1946-Longueuil, 18 de julio de 1990) fue un autor, intérprete y compositor quebequense de rock y blues. Fue miembro de la banda Offenbach junto con su hermano Denis, el guitarrista Johnny Gravel, el cantante Pierre Harel y el bajista Willie Lamothe Jr. En cuanto a su carrera en solitario, su disco Rendez-vous doux vendió más de 300 000 discos en Quebec. En el año 2011 se rodó una película biográfica basada en su vida titulada Gerry.

## Discografía
La discografía de Gerry Boulet se compone de tres discos:
- Rendez-vous doux (1988)
- Jezabel (2007)
- En rappel (2007)